# Honda Z 50 M

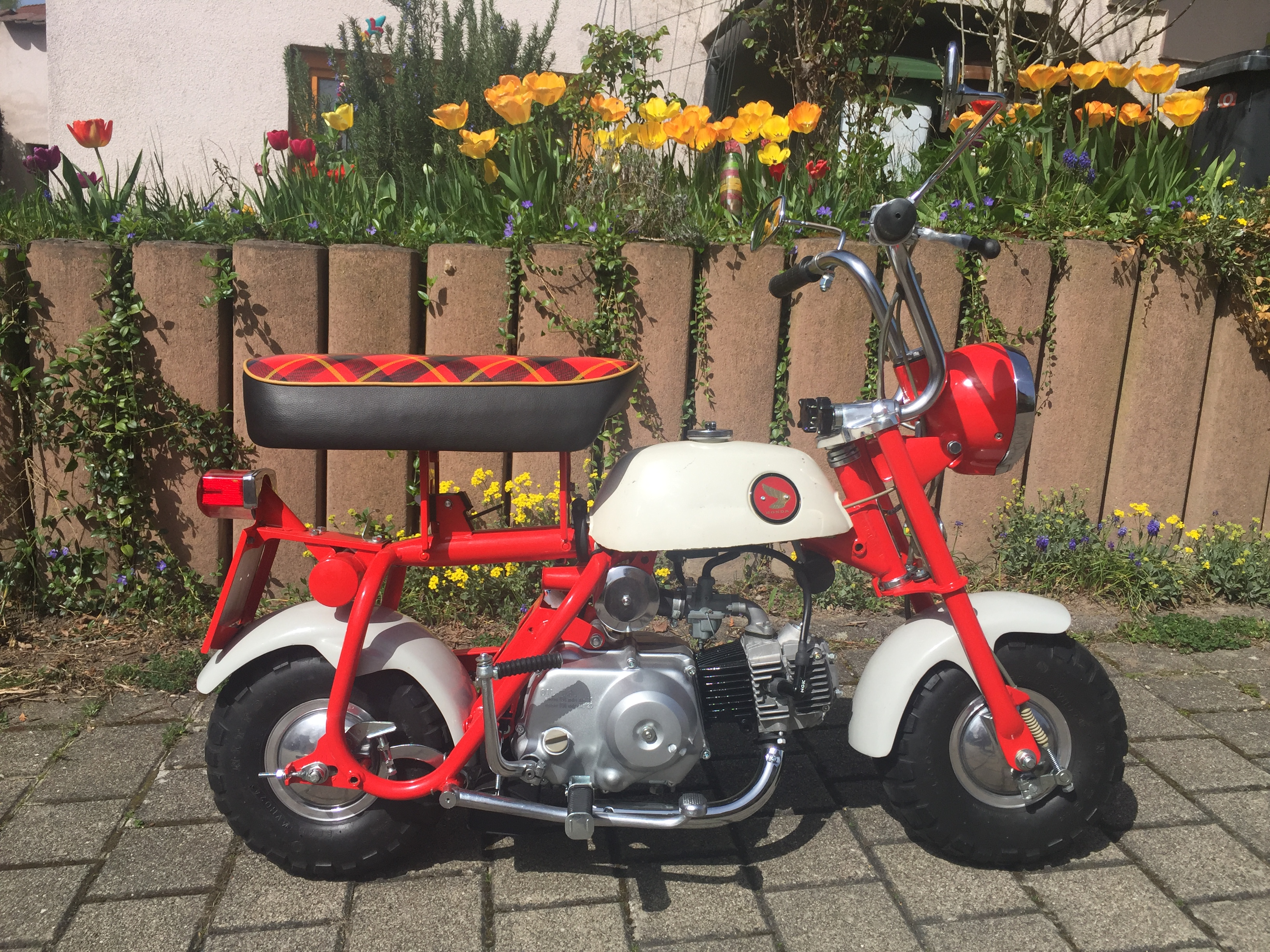
Honda Z 50 M Mokick

Die Honda Z 50 M ist ein kleines Mokick aus der „Honda-Monkey“-Modellreihe und ist die Nachfolge der Honda CZ 100 Monkey (1963–1966). Die Z 50 M wurde zwischen 1967 und 1969 von Honda überwiegend in Europa und Japan verkauft.

## Vorgängermodell
Im Vergleich zum Vorgängermodell, der Honda CZ 100, erfuhr die Z 50 M grundlegende Änderungen. Nicht nur optisch, sondern auch technisch unterscheidet sich die Z 50 M von der CZ 100. So gab es bei der Z50M zum Beispiel den aus der Honda SS 50 bekannte 50 cm³-OHC-Motor, der den bis dahin populären Stoßstangen-Motor aus vielen älteren Honda-Motorrädern ablöste.

## Eigenschaften
Bei der Z 50 M versuchte Honda, dem Monkey-Konzept „klein und portabel“ noch mehr gerecht zu werden: Sitzbank und Lenkerstangen waren herunterklappbar, die Fußrasten konnten hochgeklappt werden und Kraftstofftank und Vergaser konnten für den Transport weitgehend dicht verschlossen werden. Aber auch Rahmen, Gabel und Tank unterscheiden sich wesentlich von der CZ 100. Die wenigen verbliebenen Gemeinsamkeiten mit der CZ 100 sind die kleine Reifengröße mit 5 Zoll sowie ein nach wie vor starrer Rahmen.
In wenigen Exemplaren wurde in Japan eine Version mit ungedrosseltem Motor mit etwa 3,3 kW (4,5 PS) verkauft. Außerdem hatte dieses Sondermodell verchromte Kotflügel, wurde jedoch nie exportiert. Es gibt einige Werbeprospekte, die die Ausführung mit den verchromten Kotflügeln zeigt.
Ein Markenzeichen der Z 50 M ist der Sitzbankbezug mit Tartan-Muster, wobei es auch Ausführungen mit schwarzem Bezug gab.

## Z50M in Deutschland
Die Z 50 M wird dort auch „Bootsmonkey“ genannt. Woher dieser Name letztlich stammt, lässt sich nicht zurückverfolgen. Zum einen wurde das Monkey-Konzept damit beworben, das transportable Zweitfahrzeug für die Mitnahme in Flugzeugen oder Booten zu sein. Zum anderen könnte der Spitzname „Bootsmonkey“ auch in Zusammenhang mit dem englischen Wort „boot“ gebracht werden, was den Kofferraum eines (großen) Autos bezeichnet.
In den ersten Z 50 M-Prospekten wurde die Z 50 M von Honda noch „Foldup 50“ genannt (zusammenklappbar). Dieser Name setzte sich jedoch nicht durch, und es blieb im Wesentlichen bei der Bezeichnung Monkey „Z 50 M“. In Deutschland wurden nur wenige Modelle verkauft. Durch spezielle TÜV-Bestimmungen war die Serienversion der Z 50 M nicht für den deutschen Straßenverkehr zugelassen. Einige wenige deutsche Honda-Importeure modifizierten die Z 50 M daher, um eine Zulassung für das Fahrzeug erlangen zu können. Im Großen und Ganzen blieb die Z 50 M in Deutschland jedoch eher eine Rarität. Das europäische Z 50 M-Modell unterscheidet sich vom japanischen Modell z. B. durch die Führung und Lage des Auspuffs. Während bei den europäischen Modellen der Auspufftopf unter dem Rahmen in Bodennähe sitzt, ist dieser bei den meisten japanischen Varianten in der Rahmenmitte unter der Sitzbank lokalisiert. Die französische Variante hat zudem einen überdimensional wirkenden Frontscheinwerfer.
Da die Z 50 M insgesamt in recht kleinen Stückzahlen verkauft wurde, ist sie heute ein sehr gefragtes Sammlerobjekt.